# Sułkowice (gromada w powiecie myślenickim, 1969–1972)
Sułkowice – dawna gromada, czyli najmniejsza jednostka podziału terytorialnego Polskiej Rzeczypospolitej Ludowej w latach 1954–1972.
Gromady, z gromadzkimi radami narodowymi (GRN) jako organami władzy najniższego stopnia na wsi, funkcjonowały od reformy reorganizującej administrację wiejską przeprowadzonej jesienią 1954 do momentu ich zniesienia z dniem 1 stycznia 1973, tym samym wypierając organizację gminną w latach 1954–1972.
Gromadę Sułkowice z siedzibą GRN w mieście Sułkowice (nie wchodzącym w skład gromady) utworzono 1 stycznia 1969 w powiecie myślenickim w woj. krakowskim z obszaru zniesionych gromad Harbutowice i Rudnik; równocześnie do gromady Sułkowice przyłączono wieś Krzywaczka z gromady Głogoczów oraz obszar miejscowości Biertowice (w jej granicach katastralnych) wyłączonej z nowo utworzonego miasta Sułkowice.
W kwietniu 1969 dla gromady ustalono 25 członków gromadzkiej rady narodowej. 1 stycznia 1970 gromada składała się ze wsi: Biertowice, Harbutowice, Krzywaczka i Rudnik.
Gromada przetrwała do końca 1972 roku, czyli do kolejnej reformy gminnej. 1 stycznia 1973 reaktywowano zniesioną w 1954 roku gminę Sułkowice.
Uwaga: Jednostka o nazwie gromada Sułkowice – lecz o zupełnie innym obszarze – istniała też w latach 1954–59; w 1959 roku utworzono z jej obszaru osiedle Sułkowice.